# Пол Шойринг
Пол Шойринг (роден 1968) е американски сценарист и режисьор на филми и телевизионни шоута. Известен е най-вече със създаването си на хитовия сериал „Бягство от затвора“. Преди да стане известен, работи като куриер и работник във фабрика. Завършва Училището по театър, филм и телевизия на Калифорнийския университет в Лос Анджелис.